# 蘇尼爾·巴帕伊
蘇尼爾·巴帕伊（英語：Sunil Bajpai，1961年9月30日—）是印度理工學院羅克分校地球科學系脊椎動物古生物學講座教授。於1996年1月1日至2026年9月30日擔任印度理工學院羅克分校教授。2013年1月至2018年7月，他擔任比爾巴爾·薩尼古科學研究所所長。

## 教育
1990年，巴帕伊在昌迪加爾旁遮普大學地質學高級研究中心攻讀古生物學博士學位。

## 研究工作
巴帕伊主要研究印度新生代脊椎動物，專注於鯨魚和海牛等海洋哺乳動物。巴帕伊和他的合作者在古吉拉特邦庫奇和喜馬拉雅山的始新世發現的化石有助於了解鯨魚是如何進化的。巴帕伊也研究陸地哺乳動物，其中包括馬、偶蹄目動物和靈長類動物的早期代表，如奇蹄目中的Cambaytheriidae、偶蹄目中的Gujaratia、靈長類動物中的兔猴科Marcgodinotius和偶蹄目Vastanomys （页面存档备份，存于）。此外，他也研究過許多其他脊椎動物化石，如鯊魚、多骨魚類、青蛙、蛇、蜥蜴、食蟲動物、囓齒類動物等。他也參與印度德干火山省白堊紀-古新世動物群的研究，以及這些動物群對了解印度板塊北移的影響。
2023年，巴帕伊及其同事報告了印度西部拉賈斯坦邦傑伊瑟爾梅爾的塔爾沙漠中發現的印度第一隻叉龍科恐龍——印度塔爾龍。化石出土於侏羅紀中期的傑伊瑟爾梅爾地層露頭。這個類群可能代表該類群已知最古老的記錄，結合先前已知的印度侏羅紀早期的蜥腳下目恐龍（巨腳龍、科塔龍）來看，現在的印度可能是新蜥腳類恐龍進化的主要中心。

## 榮譽
- 印度科學院（英语：Indian Academy of Sciences）院士（2007年）[16]
- 印度國家科學院（英语：National Academy of Sciences, India）院士（2008年）[3]
- 印度政府礦業部國家地球科學獎（2014年）[17]
- 印度政府地球科學部國家地球科學與技術獎（2018年）[18]

## 合作者
俄亥俄東北醫科大學的荷蘭裔美籍古生物學家漢斯·史文森和華盛頓特區霍華德大學的化石專家達里爾·多姆寧 （页面存档备份，存于）（Daryl Domning）是巴帕伊的主要合作者，前者的研究重點是鯨魚的進化。

## 外部連結
- Sunil Bajpai, Institute Chair Professor, IIT Roorkee （页面存档备份，存于）